# Log Mandeng
Pour les articles homonymes, voir Log.
Log Mandeng est un village de la Région du Littoral du Cameroun, situé dans la commune de Ndom. 

## Population et développement
En 1967, la population de Log Mandeng était de 321 habitants, essentiellement des Babimbi du peuple Bassa. La population de Log Mandeng était de 314 habitants dont 163 hommes et 151 femmes, lors du recensement de 2005.  